# Anna Hawliczek

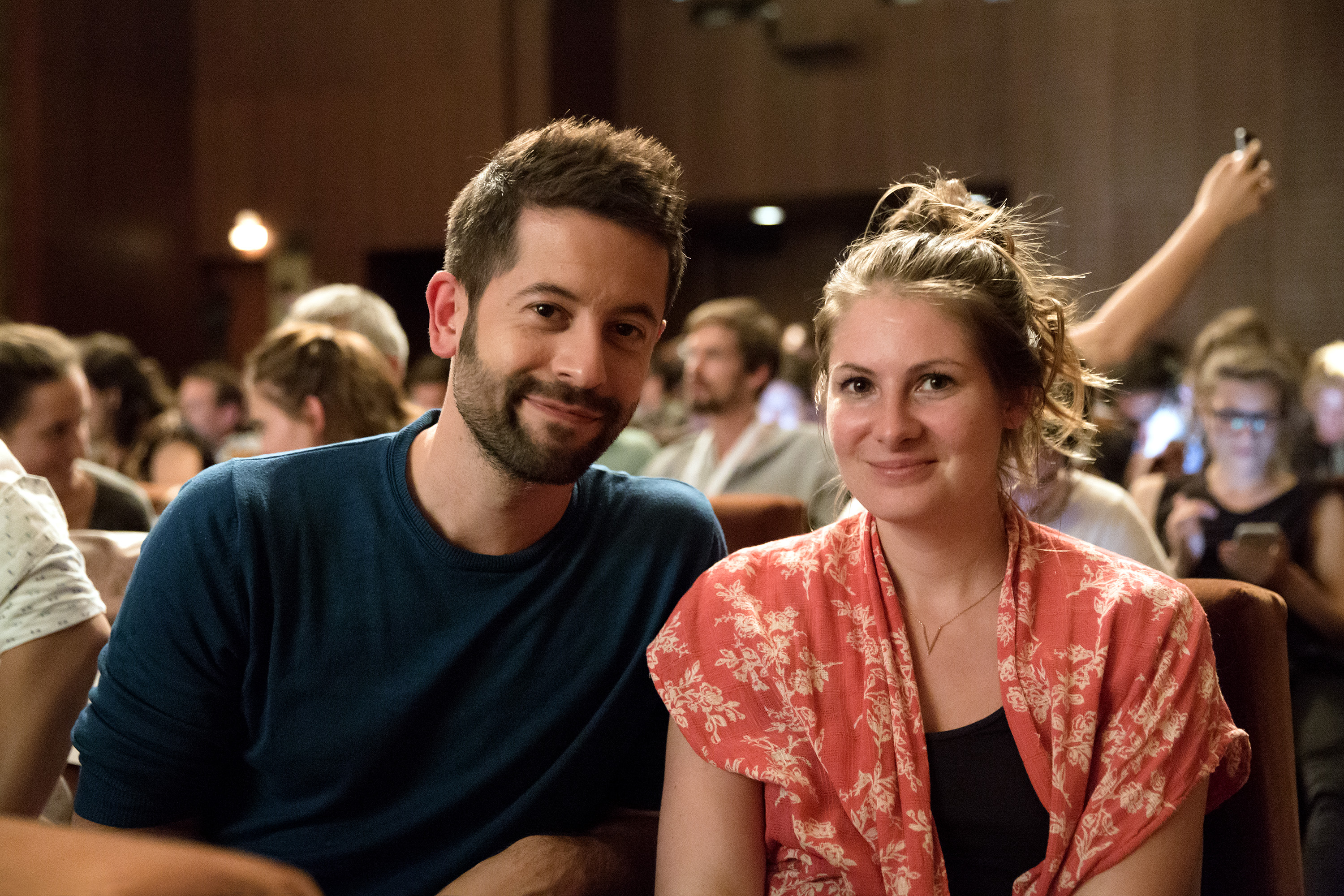
Georg Blume mit Anna Hawliczek (Vienna Independent Shorts 2016)

Anna Hawliczek (* 1986 in Wien) ist eine österreichische Kamerafrau und Filmproduzentin.

## Leben
Anna Hawliczek wuchs im niederösterreichischen Biedermannsdorf auf. Ihre ersten filmische Versuche entstanden Mitte der 1990er Jahre während ihrer Volksschulzeit mit einer Sony Video-8-Kamera ihres Vaters.
Nach der Matura begann sie ein Studium der Theater-, Film- und Medienwissenschaft und Publizistik in Wien. Sie besuchte ab 2005 das Kolleg für Multimedia mit Schwerpunkt Fotografie an der Graphischen Lehranstalt in Wien. Ab 2010 studierte sie an der Filmakademie Wien der Universität für Musik und darstellende Kunst Wien in der Klasse von Wolfgang Thaler, das sie 2016 abschloss. Seitdem ist sie als Kamerafrau tätig.
Der Film Theeb (Regie: Naji Abu Nowar, 2014), wo sie von Wolfgang Thaler als erste und zweite Kameraassistentin eingesetzt wurde, war ihre erste professionelle Filmarbeit. Es folgte die in Venezuela entstandene Kurzdoku Iguana Imperialista (2015) über die Hauptstadt Caracas, eine der mittlerweile gefährlichsten Metropolen der Welt. Gemeinsam mit Jasmin Baumgartner, mit der sie eine Produktionsgemeinschaft gründete und bereits mehrere Projekte realisierte, drehte sie den Kurzfilm I See a Darkness (2016). Love Machine (2019) von Regisseur Andreas Schmied ist ihr erster  Langspielfilm. Ende 2018 drehte sie mit Schmied die Stadtkomödie Curling for Eisenstadt. 2020 dreht sie, im Kamera-Duo mit Carolina Steinbrecher, den Mockumentary Sargnagel – Der Film über die österreichische Autorin Stefanie Sargnagel.

## Auszeichnungen (Auswahl)
- 2015: Vienna Shorts – Publikumspreis Night of the Light für Iguana Imperialista gemeinsam mit Georg Blume[4]

## Filmografie (Auswahl)
Als Kamerafrau:
- 2016: Subhuman (Kurzfilm)
- 2016: I See a Darkness (Kurzfilm)
- 2016: Goodbye Schönbrunn (Kurzfilm)
- 2017: Unsere Zeit wird kommen (Kurzfilm)
- 2018: Thirsty Eyes: 838 (Kurzfilm)
- 2019: Love Machine
- 2019: Stadtkomödie – Curling for Eisenstadt
- 2020: Das grosse Welttheater: Salzburg und Seine Festspiele (Fernsehfilm, Doku-Spielfilm)
- 2021: Wirecard – Die Milliarden-Lüge (TV-Dokumentarfilm)
- 2021: Sargnagel – Der Film
- 2022: Love Machine 2
- 2023: Landkrimi – Dunkle Wasser (Fernsehreihe)
- 2023: Der Metzger traut sich (Fernsehfilm)
- 2024: 80 Plus (Alternativtitel Toni und Helene)
- 2024: Landkrimi – Schnee von gestern (Fernsehreihe)
- 2025: Totenfrau (Fernsehserie)
- 2025: Girls & Gods (Dokumentarfilm)